# محسن أباد بايين (كياشهر)
محسن أباد بایین (بالفارسية: محسن‌آباد پایین) هي قرية تقع في إيران في قسم کیاشهر الريفي. يقدر عدد سكانها بـ 545 نسمة .